# Croati di Romania
I Croati di Romania (lingua croata: Hrvati u Rumunjskoj) sono un gruppo etnico in Romania minoritario che conta 6.786 persone secondo il censimento 2002. Vivono nel sud-ovest della Romania, in particolare nel distretto di Caraș-Severin. Le comunità più grandi sono a Carașova e Lupac. La lingua croata è riconosciuta come ufficiale per le indicazioni cartellonistiche, l'istruzione, l'amministrazione della cosa pubblica assieme a quella romena. Come gruppo etnico minoritario i croati di Romania hanno un seggio nella Camera Deputaților (rappresentato da Mihai Radan).
La maggioranza dei croati romeni sono carașoveni, altre 200 persone si dichiarano astfel, il resto si dichiara croati.